# Simone Baldelli
Simone Baldelli (Roma, 25 ottobre 1972) è un giornalista e politico italiano.

## Biografia
Nato a Roma, dove studia al liceo classico salesiano Sacro Cuore (oggi Pio XI), consegue la laurea in scienze politiche. Docente a contratto di diritto parlamentare, oltre che giornalista e vignettista satirico, ha realizzato produzioni artistiche in ambito musicale, teatrale, pittorico e fotografico.
In gioventù ha militato nel Movimento Giovanile Socialista e tra il 1992 e il 1993 ha frequentato la scuola di formazione quadri “Walter Tobagi” del PSI. Tra il 1994 e il 1995 ha ricoperto l'incarico elettivo di componente del Consiglio nazionale dei Club Pannella - Riformatori, fondando quindi il comitato Generazione per la Riforma Liberale, ala giovanile della Convenzione per la Riforma Liberale.[senza fonte] Entra a far parte del Movimento Giovanile di Forza Italia, di cui diventa vice Coordinatore Nazionale nel 1998. È eletto all'unanimità alla carica di coordinatore nazionale al I Congresso nazionale dei Giovani di Forza Italia, tenutosi a Roma l'11 e 12 dicembre 1999.[senza fonte]
Dal 1994 al 1996, nella XII legislatura, ha lavorato come responsabile della segreteria particolare della presidenza della Commissione di Vigilanza Rai, e dal 1996 al 2000, nella XIII legislatura, presso la presidenza della Giunta delle elezioni della Camera dei deputati.
Alle elezioni regionali nel Lazio del 2000 si è candidatao nel listino Per il Lazio a sostegno del candidato presidente di centro-destra Francesco Storace, venendo eletto consigliere regionale del Lazio.
In ambito artistico, dal 1995 al 2000 ha lavorato come vignettista satirico per il quotidiano L'Opinione e per altre testate[senza fonte] mentre nel dicembre 2001, presso il Teatro Flaiano di Roma, interpreta un one man show di satira politica, con imitazioni, vignette, poesie in dialetto romanesco e canzoni,[senza fonte] con conduzione giornalistica di Arturo Diaconale, regia di Federico Lampredi e accompagnamento musicale di Domenico Severino.
Nel corso del II Congresso di Forza Italia, tenutosi ad Assago dal 27 al 29 maggio 2004, è eletto membro del Comitato di Presidenza di Forza Italia, organismo del quale è stato il più giovane esponente.[senza fonte]
Alle elezioni politiche del 2006 è eletto per la prima volta alla Camera dei deputati, nella circoscrizione Marche: nel corso della XV legislatura ricopre i ruoli di responsabile d'aula del gruppo parlamentare Forza Italia e di membro della Commissione Lavoro pubblico e privato.[senza fonte]
Nel 2007 è tra gli autori del manuale di politica tascabile "Giù le mani dalla Legge Biagi - Il Libro Bianco del lavoro in difesa dei giovani e dei non garantiti" (Il Giornale - Free Foundation Editore) a cura di Renato Brunetta.
Alle elezioni politiche del 2008 è rieletto nella medesima circoscrizione: nel corso della XVI legislatura ricopre il ruolo di vicepresidente con delega d'aula del Gruppo parlamentare Popolo della Libertà.
Nel 2009 realizza un video satirico con una performance di imitazioni, nel quale, grazie al lavoro di truccatori professionisti, ripercorre lo schema dell'intervista “tripla” del programma Le Iene, interpretando le parodie di tre esponenti di spicco del PdL: Fabrizio Cicchitto, Giulio Tremonti e Sandro Bondi. Dal 2010 partecipa a diverse mostre di pittura collettive e nel marzo 2011 realizza una esposizione personale di suoi lavori dipinti su plexiglas presso lo spazio Extra di Roma. Dal 10 dicembre 2010 è cittadino onorario del comune di Porto San Giorgio (FM). Nell'ottobre del 2012 realizza, produce e presenta al pubblico un libro fotografico dal titolo “Centoserrande”, che, insieme al relativo sito www.centoserrande.it pubblicizza e rilancia la tendenza artistica urban della pittura delle serrande a Roma e in altre città. Sempre nel 2012 scrive il libro dal titolo: “W Montecitorio! Guida pratica ai misteri dell'Aula della Camera” (Rubbettino Editore), che nel settembre 2013 ottiene la segnalazione speciale della giuria della XXVII edizione del premio letterario ‘'Premio Procida-Isola di Arturo-Elsa Morante.
Alle elezioni politiche del 2013 viene rieletto deputato: nel corso della XVII legislatura ricopre nuovamente il ruolo di vicepresidente con delega d'aula del Gruppo parlamentare Popolo della Libertà e, il 25 settembre 2013, è eletto Vicepresidente della Camera dei Deputati con 274 voti di preferenza.[senza fonte] Dal 24 marzo 2014 è membro del Comitato di Presidenza di Forza Italia.[senza fonte]
A marzo 2015 pubblica un libro di vignette intitolato “Stai sereno! Mica tanto...”, la cui presentazione diventa un vero e proprio show di satira politica, che viene portato in sale e teatri in giro per l'Italia, in cui oltre al commento delle vignette, viene messa in scena la parodia di noti personaggi della politica e del giornalismo, come Paolo Del Debbio. A luglio 2016 pubblica in e-book “The Italian Whip” (Rubbettino Editore), versione in inglese di “W Montecitorio!”, con prefazione di Silvio Berlusconi.
Il 1º settembre 2016 riceve da Confartigianato Motori il premio "Dalla parte dei cittadini" per le battaglie promosse in Parlamento in difesa dei diritti dei cittadini-automobilisti e per promuovere il rispetto del Codice della strada anche da parte delle pubbliche amministrazioni, in particolare contro l'utilizzo distorto degli autovelox. Il 26 ottobre 2016 riceve il premio “Onorevole Consumatore” da Rete Consumatori per le iniziative realizzate come parlamentare in difesa dei consumatori, in particolare su temi sentiti, come le maxi-bollette di luce, acqua e gas. Porta infatti la sua firma l’emendamento, sottoscritto e approvato all'unanimità dalle forze politiche, alla legge di bilancio per il 2018 che ha posto fine, dopo una battaglia parlamentare durata anni, al fenomeno delle maxi-bollette di luce, gas e acqua, introducendo, per gli anni a venire, un tetto massimo di due anni ai conguagli.
A ottobre 2017 è uscita la seconda edizione del libro “W Montecitorio! Guida pratica ai misteri dell’Aula della Camera”, con prefazione di Silvio Berlusconi.
Alle elezioni politiche del 2018 viene rieletto deputato nella circoscrizione Marche 01: nel corso della XVIII legislatura ricopre i ruoli di vice-capogruppo e delegato d’aula del gruppo di Forza Italia alla Camera.
Il 4 ottobre 2019 esce il suo primo brano musicale ‘Tu sai perché’ disponibile in tutti gli store digitali. A novembre 2019 pubblica il libro “Piovono Multe” (Rubbettino Editore), con prefazione di Nicola Porro, che raccoglie cinque anni di battaglie parlamentari in difesa di automobilisti e motociclisti vessati.
Ad agosto 2020, in vista del referendum costituzionale sulla riduzione del numero dei parlamentari legato alla riforma Fraccaro del Movimento 5 Stelle, annuncia il suo voto contrario, pubblicando con Rubbettino Editore il suo libro "Il coraggio di dire NO al taglio della nostra democrazia", in cui descrive la sua battaglia parlamentare su questo tema, che lo porterà ad essere uno degli esponenti più attivi e visibili del fronte del "No"..
Nell’ottobre 2020 esce il suo secondo brano musicale dal titolo “Dov’è”.
Il 13 dicembre 2020 viene approvato un suo emendamento alla legge di bilancio 2021, sottoscritto da tutti i gruppi parlamentari, che destina 40 milioni di euro di risparmi della Camera alle popolazioni dei territori colpiti dal terremoto del Centro Italia del 2016/17, cui già in precedenza aveva proposto e ottenuto, con il consenso di tutte le forze politiche, di destinare i risparmi di Montecitorio (47 mln nel 2016, 80 mln nel 2017, 85 mln nel 2018, 100 mln nel 2019, 40 mln nel 2020, 35 mln nel 2021 per un totale di 387 milioni).
Ad ottobre 2021 la Camera approva la sua proposta che prevede l’istituzione di una Commissione parlamentare d'inchiesta sulla tutela dei consumatori e degli utenti, di cui il 2 dicembre 2021 viene eletto presidente.
Il 5 novembre 2021 pubblica il brano ‘Sereno’, scritto insieme a Stefano Paviani, e con la produzione musicale di Filadelfo Castro.
Il 15 marzo 2022 promuove la prima celebrazione presso la Camera dei deputati la Giornata mondiale dei Diritti dei Consumatori, alla presenza del Presidente di Montecitorio, Roberto Fico, dei vertici delle principali Authority nazionali e di rappresentanti delle associazioni di consumatori.
Non si ricandida in occasione delle elezioni politiche del 2022. Successivamente riprende l'attività pubblicistica, scrivendo articoli e commenti di politica ed economia su diverse testate nazionali (Huffington Post, Milano Finanza, Corriere della Sera, Espresso). Nella primavera del 2023 pubblica "Roma Rio", brano musicale con sonorità latine, e ad ottobre pubblica un altro singolo: “Pasatelo bièn”, mentre nel 2024 escono altri tre brani: “Testa o croce” (maggio), “Bello” (luglio) e “Quella cosa che fa” (novembre). A maggio 2025 esce "Certi party".
Nell'aprile 2025 lancia un video-parodia del sindaco di Roma Roberto Gualtieri che, armato di caschetto e giubbino fluorescente, inaugura cantieri e opere di Roma Capitale. Il video diventa virale sui social e finisce su Striscia la Notizia.
Il 31 luglio 2025 il segretario nazionale di Forza Italia, Antonio Tajani, lo nomina coordinatore della comunicazione del partito.